# Christopher McCulloch
Christopher McCulloch, noto anche con lo pseudonimo di Jackson Publick (Brooklyn, 14 settembre 1971), è un fumettista, sceneggiatore e doppiatore statunitense.
È noto soprattutto per i suoi contributi nelle opere correlate al supereroe Tick e per aver co-creato, sceneggiato e diretto la serie animata The Venture Bros. assieme a Doc Hammer, producendo la serie attraverso il loro studio di animazione Astro-Base Go. Nella serie, McCulloch ha doppiato oltre venti personaggi delle serie tra cui Hank Venture, Monarch e Sergente Hatred.

## Carriera
Prima di diventare uno studente della Rutgers University, Christopher McCulloch ha lavorato nella sua città natale e ha scritto fumetti durante il tempo libero. Il suo datore di lavoro ha pubblicato anche una sua parodia dei supereroi chiamata Cement Shooz e quando McCulloch l'ha promosso a un convegno di New York, è stato contattato da Ben Edlund, creatore del personaggio del fumetto The Tick, che aveva letto il suo fumetto e offerto a McCulloch l'opportunità di scrivere uno spin-off di The Tick. McCulloch ha scritto The Tick Karma Tornado #1-4, insieme alla storia n. 3. Quando la Fox Broadcasting aumentò l'ordine degli episodi della serie animata The Tick di Edlund, McCulloch è diventato sceneggiatore e artista storyboard.
The Venture Bros. è stato concepito come una breve storia a fumetti per un'antologia di fumetti della Monkeysuit Press, di cui McCulloch n'è l'editore. Il lavoro su The Tick (anche grazie all'ascolto dell'album Steroid Maximus di J. G. Thirlwell) ha aiutato McCulloch a tradurre la storia in una vignetta. Ha scritto la prima bozza nel 2000 mentre stava tentando di proporre qualcos'altro alla Comedy Central, la quale successivamente ha rifiutato. All'epoca lavorava anche come artista storyboard per Ovino va in città di Mo Willems e per Pepi, Briciola e Jo-Jo. McCulloch è noto anche per il suo lavoro in Le tenebrose avventure di Billy e Mandy e King of the Hill.
Dopo ciò, The Tick è diventato una serie in live-action e McCulloch si è dovuto trasferire in California. Durante questo ha incontrato Patrick Warburton, che in seguito diventerà il doppiatore di Brock Samson. Quando The Tick fu cancellato, McCulloch è tornato a New York City e ha presentato una nuova versione di The Venture Bros. a Comedy Central. Anche se è stato rifiutato un'altra volta, ha deciso di contattare Jeff Nodelman della Noodlesoup Productions (l'attuale World Leaders Entertainment). Adult Swim in seguito raccolse la serie e l'episodio pilota fu prodotto nel 2003.
Oltre a The Venture Bros. su Adult Swim, Christopher doppia anche diversi personaggi di sfondo nella serie animata Superjail!. Due personaggi della serie (Jean e Paul, due detenuti omosessuali) dovevano originariamente apparire come personaggi minori nella prima stagione della serie, tuttavia dalla seconda stagione erano diventati membri più attivi del cast, partecipando a grandi eventi di episodi, e anche guadagnando interi episodi centrati su di loro tra la seconda e la terza stagione.
McCulloch ha fornito ulteriori voci come guest star nell'episodio Prankklok della quarta stagione di Metalocalypse di Brendon Small e nell'episodio Casablankman 2 della quinta stagione di Robot Chicken di Seth Green.
Ha doppiato anche Hiram McDaniels, il letterale drago a cinque teste candidato come sindaco, nel podcast Welcome to Night Vale.

### Attore

#### Televisione
- Pox, regia di Lisa Hammer (2011)
- The Pox Show – serie TV (2012)

#### Cortometraggi
- That Is All, regia di Tom Scharpling (2011)

### Sceneggiatore
- The Tick – serie animata, 6 episodi (1994-1996)
- Celebrity Deathmatch – serie animata, 1 episodio (1999)
- The Tick – serie TV, 1 episodio (2001)
- Le tenebrose avventure di Billy e Mandy – serie animata, 2 episodi (2002-2004)
- The Venture Bros. – serie animata, 51 episodi (2003-2018)
- Superjail! – serie animata, 3 episodi (2008-2011)
- The Tick – serie TV, 1 episodio (2018)

### Doppiatore
- The Venture Bros. – serie animata, 86 episodi (2003-2018)
- SuperNormal – serie animata, 14 episodi (2007-2008)
- Tickle Me Silly, regia di Miguel Martinez-Joffre (2008)
- Turn of the Century, regia di Lisa Hammer (2009)
- Robot Chicken – serie animata, 2 episodi (2011-2022)
- Metalocalypse – serie animata, 1 episodio (2012)
- Superjail! – serie animata, 25 episodi (2007-2014)
- Turbo FAST – serie animata, 1 episodio (2014)
- Nerdland, regia di Chris Prynoski (2016)
- Mao Mao e gli eroi leggendari – serie animata, 13 episodi (2019-2020)
- Harvey Girls per sempre! – serie animata, 1 episodio (2020)

## Doppiatori italiani
Da doppiatore è sostituito da:
- Nanni Baldini in Robot Chicken (Edward Cullen)
- Antonella Baldini in Robot Chicken (delfino)
- Alberto Franco in Mao Mao e gli eroi leggendari
- Paolo Vivio in The Venture Bros. (Hank Venture)
- Alessandro Budroni in The Venture Bros. (Monarch)
- Guido Di Naccio in The Venture Bros. (Capitano pirata)
- Dario Oppido in The Venture Bros. (Red Bannon, Action Man, Signor Cardholder)
- Vladimiro Conti in The Venture Bros. (Hunter Gathers, Dott. Dugong, Ted)

## Premi e riconoscimenti
Daytime Emmy Awards
- 1996 - Nomination per la miglior realizzazione individuale nell'animazione per The Tick.